# Fall Weiss
Fall Weiss ("Caso Blanco", en grafía alemana Fall Weiß) era el plan estratégico diseñado por el OKW para el caso de una guerra entre Alemania y Polonia, preparado antes de 1939 y puesto en práctica durante la Invasión de Polonia, el 1 de septiembre de 1939

## Detalles del plan
El plan preveía un inicio de hostilidades antes de la declaración formal de guerra que pudiera servir como casus belli contra Polonia frente a la población alemana y la comunidad internacional. La idea general era la aplicación del nuevo concepto táctico de blitzkrieg, usando penetraciones profundas de las unidades blindadas y móviles creando grandes bolsas de unidades polacas que, una vez aisladas, serían destruidas o capturadas por las divisiones de infantería que vendrían detrás.
La invasión debía contar con tres ejes de avance diferenciados: 
- El ataque principal, desde el territorio nacional alemán sobre toda la frontera polaca, ejecutado por el grupo de ejércitos Sur, bajo el mando de Gerd von Rundstedt.
- Un eje de ataque secundario por el norte, desde Prusia Oriental, ejecutado por el grupo de ejércitos Norte bajo el mando de Fedor von Bock.
- Un eje de ataque terciario por parte de los estado títere de Eslovaquia, con apoyo de unidades alemanas, bajo el mando de Ferdinand Čatloš.

Los tres ejes de ataque debían converger sobre Varsovia, con la intención de embolsar y aislar la fuerza principal del ejército polaco al oeste del Vístula para ser posteriormente destruida.
El plan se modificó para tener también presente el contenido del pacto germano-soviético firmado entre Ribentropp y Molotov el 23 de agosto de 1939; tanto los puntos de partida como las líneas de avance se mantuvieron alejadas de las zonas de influencia correspondientes a los soviéticos; sin embargo, no estaba prevista una intervención conjunta con las fuerzas soviéticas, ni cualquier tipo de cooperación táctica sobre el terreno.
Fall Weiss se puso en marcha el 1 de septiembre de 1939, convirtiéndose en la primera campaña de la Segunda Guerra Mundial.

## Planes similares
En la línea de Fall Weiss ("Caso Blanco"), los estrategas alemanes del OKW prepararon otros planes de invasión antes del inicio de la guerra; algunos no llegaron a ejecutarse nunca.
- Fall Rot ("Caso Rojo") (1935) - Plan de defensa alemán para el caso de una invasión por parte de Francia cuando Checoslovaquia fuera invadida
- Fall Grün ("Caso Verde") (1938) - el plan alemán para invadir Checoslovaquia